# Susan Dunklee
Susan Krista Dunklee (Newport, 13 febbraio 1986) è un'ex sciatrice nordica statunitense attiva sia nello sci di fondo sia nel biathlon, specialità nella quale ha ottenuto i migliori risultati.

## Biografia
Susan Dunklee, originaria di Craftsbury, proviene da una famiglia di grandi tradizioni nello sci nordico: è figlia di Stan, fondista, nipote di Everett, fondista, e cugina di Andrew Erickson, biatleta.

### Stagioni 2003-2014
Susan Dunklee ha iniziato la sua carriera agonista gareggiando nello sci di fondo: attiva dal dicembre del 2002, ha preso parte a gare minori (gare FIS, Nor-Am Cup) fino al febbraio del 2008, anno in cui è passata al biathlon: ha esordito in Coppa del Mondo il 1º dicembre 2011 a Östersund in individuale (44ª) e ai Campionati mondiali a Ruhpolding 2012, dove si è classificata 5ª nell'individuale, 55ª nella sprint, 36ª nell'inseguimento, 16ª nella partenza in linea, 11ª nella staffetta e 12ª nella staffetta mista.
Ai Mondiali di Nové Město na Moravě 2013 si è piazzata 15ª nell'individuale, 49ª nella sprint, 47ª nell'inseguimento, 11ª nella staffetta e 8ª nella staffetta mista e ai XXII Giochi olimpici invernali di Soči 2014, suo esordio olimpico, è stata 33ª nell'individuale, 14ª nella sprint, 17ª nell'inseguimento, 11ª nella partenza in linea, 6ª nella staffetta e 7ª nella staffetta mista; il 20 marzo dello stesso anno ha ottenuto il primo podio in Coppa del Mondo, a Oslo Holmenkollen in sprint (3ª).

### Stagioni 2015-2018

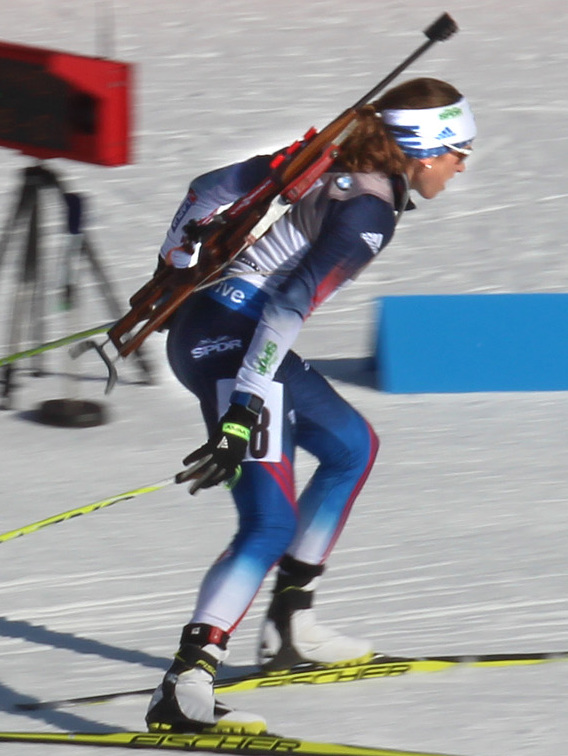
Susan Dunklee in gara a Nové Město na Moravě nel 2015

Ai Mondiali di Kontiolahti 2015 si è classificata 12ª nell'individuale, 41ª nella sprint, 33ª nell'inseguimento, 19ª nella partenza in linea, 11ª nella staffetta e 8ª nella staffetta mista e a quelli di Oslo 2016 18ª nell'individuale, 8ª nella sprint, 10ª nell'inseguimento, 11ª nella partenza in linea, 13ª nella staffetta e 10ª nella staffetta mista.

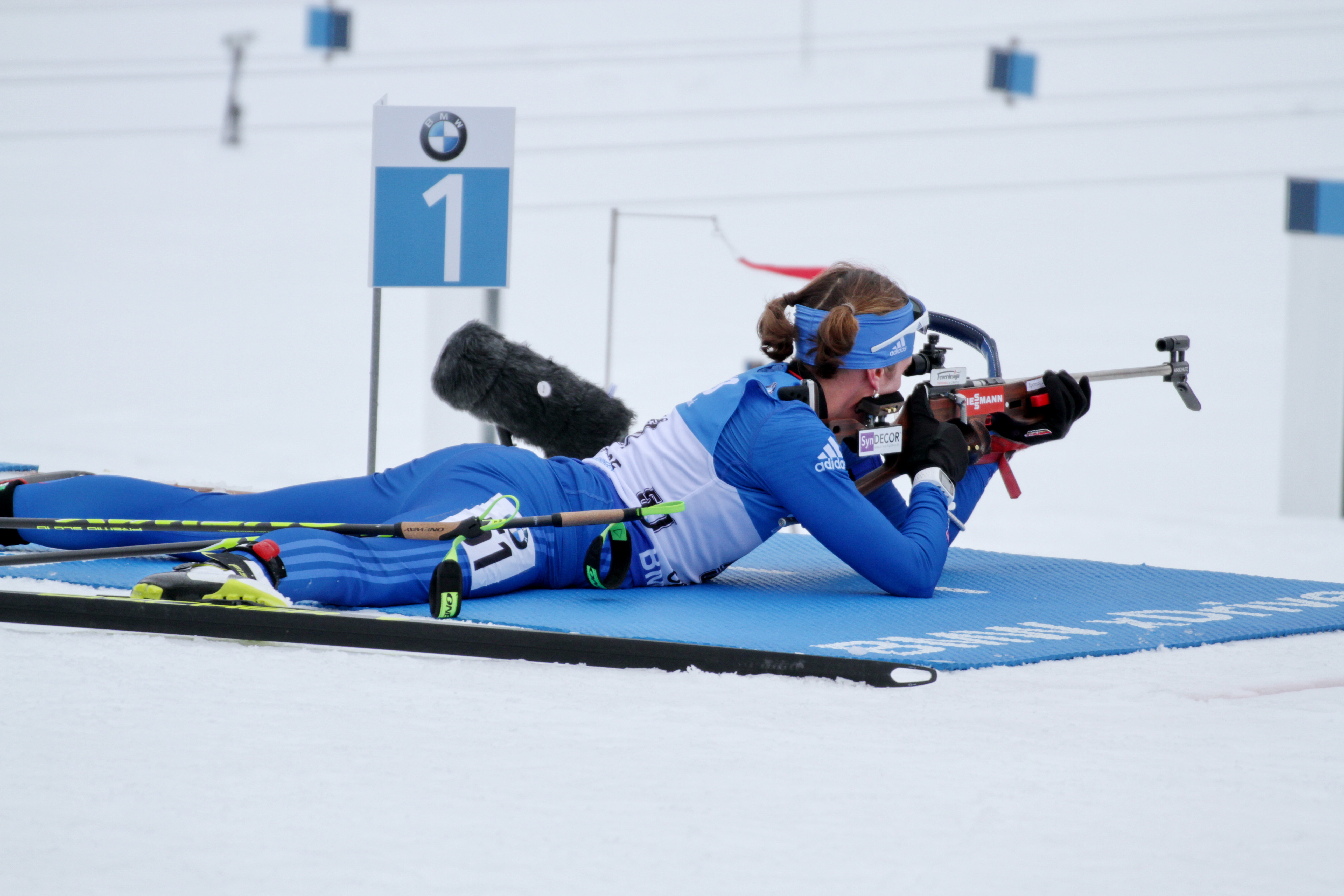
Susan Dunklee in gara a Oberhof nel 2018

Ai Mondiali di Hochfilzen 2017 ha vinto la medaglia d'argento nella partenza in linea e si è piazzata 6ª nell'individuale, 29ª nella sprint, 22ª nell'inseguimento, 14ª nella staffetta e 16ª nella staffetta mista; ai XXIII Giochi olimpici invernali di Pyeongchang 2018 è stata 19ª nell'individuale, 66ª nella sprint, 13ª nella staffetta e 15ª nella staffetta mista.

### Stagioni 2019-2022
Ai Mondiali di Östersund 2019 si è classificata 30ª nell'individuale, 57ª nella sprint, 24ª nell'inseguimento, 9ª nella staffetta, 19ª nella staffetta mista e 13ª nella staffetta mista individuale, a quelli di Anterselva 2020 ha vinto la medaglia d'argento nella sprint e si è piazzata 55ª nell'individuale, 36ª nell'inseguimento, 27ª nella partenza in linea, 15ª nella staffetta, 13ª nella staffetta mista e 11ª nella staffetta mista individuale e a quelli di Pokljuka 2021, sua ultima presenza iridata, è stata 77ª nell'individuale, 18ª nella sprint, 27ª nell'inseguimento, 25ª nella partenza in linea e 13ª nella staffetta; il 14 marzo dello stesso anno ha conquistato a Nové Město na Moravě in staffetta mista individuale l'ultimo podio in Coppa del Mondo (3ª).
Ai XXIV Giochi olimpici invernali di Pechino 2022, sua ultima presenza olimpica, si è classificata 63ª nell'individuale, 27ª nella sprint, 40ª nell'inseguimento, 11ª nella staffetta e 7ª nella staffetta mista; si è ritirata al termine di quella stessa stagione 2021-2022 e la sua ultima gara in carriera è stata l'inseguimento di Coppa del Mondo disputato il 19 marzo a Oslo Holmenkollen, chiuso dalla Dunklee al 53º posto.

## Palmarès

### Biathlon

#### Mondiali
- 2 medaglie:
  - 2 argenti (partenza in linea[2] a Hochfilzen 2017; sprint[2] ad Anterselva 2020)

#### Coppa del Mondo
- Miglior piazzamento in classifica generale: 10ª nel 2017
- 6 podi (4 individuali, 2 a squadre), oltre a quelli conquistati in sede iridata e validi anche ai fini della Coppa del Mondo:
  - 2 secondi posti (1 individuale, 1 a squadre)
  - 4 terzi posti (3 individuali, 1 a squadre)